# شركة بي بي ال
شركة بي بي ال (بالإنجليزية PPL Corporation) هي شركة طاقة مقرها في ألينتاون ، بنسلفانيا، الولايات المتحدة. وهي تسيطر حاليًا على حوالي 8000 ميغاوات من قدرة توليد الكهرباء المنظمة في الولايات المتحدة، وتوفر الكهرباء لـ 10.5 مليون عميل في بنسلفانيا وكنتاكي وبريطانيا العظمى.

## نبذة
بي بي ال هي الشركة الأم لسبع شركات مرافق منظمة في الولايات المتحدة  ، كما توفر خدمة توصيل الغاز الطبيعي إلى 321000 عميل في كنتاكي. تحرق غالبية محطات الطاقة في بي بي ال الفحم أو النفط أو الغاز الطبيعي.

## الأرباح
تمتلك بي بي ال أيضًا مصانع تبلغ ذروتها، والتي تتطلب عددًا قليلاً من المشغلين ولديها هامش ربح مرتفع نظرًا لقدرتها على الاتصال بالإنترنت بسرعة عندما يرتفع سعر الكهرباء.

## البورصة

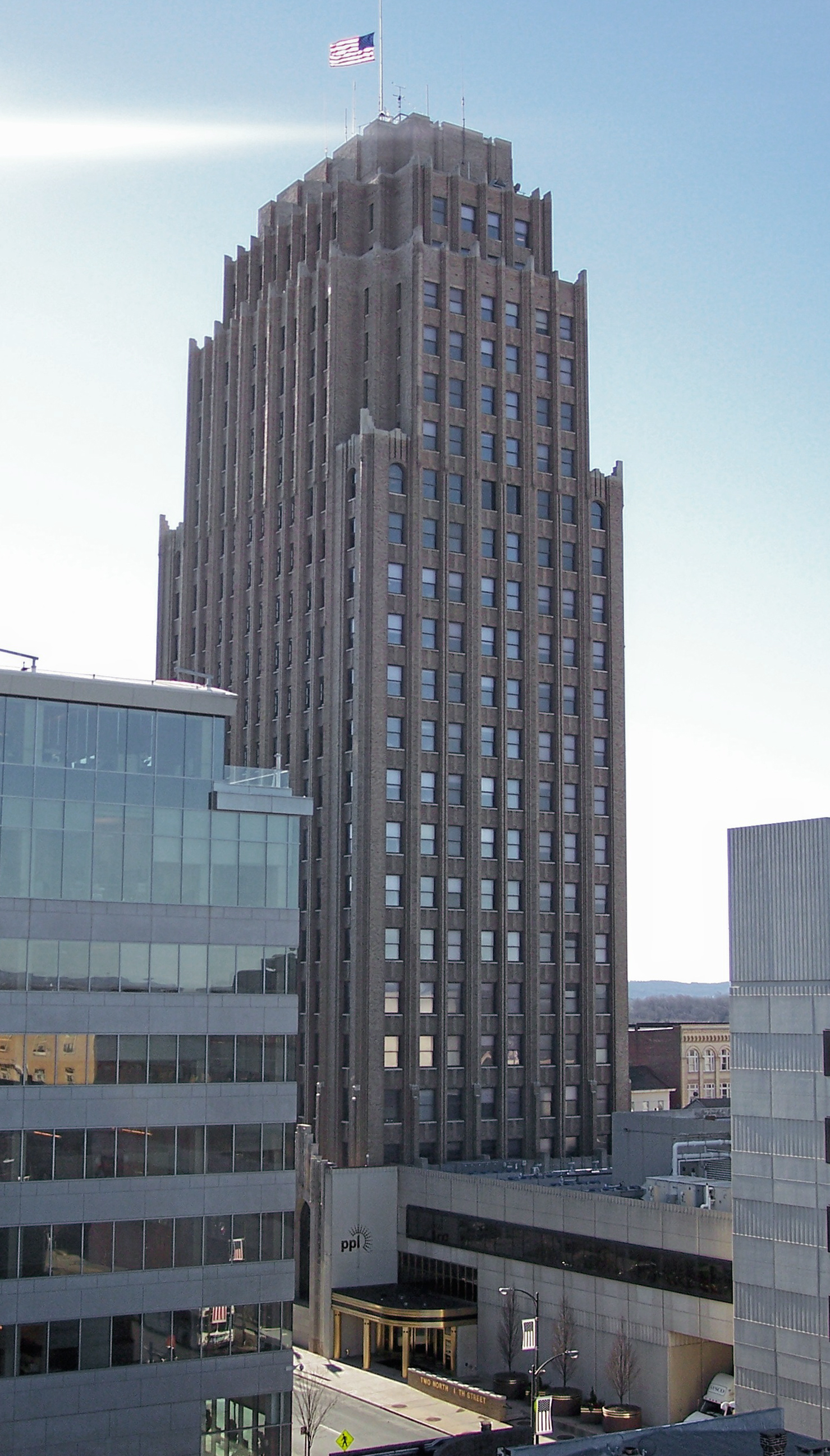
مبنى بي بي ال هو أطول مبنى في ألينتاون ، بنسلفانيا.

يتم تداول الشركة في بورصة نيويورك.

## روابط خارجية
- الموقع الرسمي